# Kim Seok-Bae
Kim Seok-Bae es un deportista surcoreano que compite en taekwondo. Ganó tres medallas en el Campeonato Asiático de Taekwondo entre los años 2016 y 2021.

## Palmarés internacional
| Campeonato Asiático | Campeonato Asiático          | Campeonato Asiático | Campeonato Asiático |
| Año                 | Lugar                        | Medalla             | Categoría           |
| ------------------- | ---------------------------- | ------------------- | ------------------- |
| 2016                | Pásay (Filipinas)            | Medalla de oro      | –63 kg              |
| 2018                | Ciudad Ho Chi Minh (Vietnam) | Medalla de plata    | –68 kg              |
| 2021                | Beirut (Líbano)              | Medalla de oro      | –74 kg              |